# Ronde van Lombardije 1964
De Ronde van Lombardije 1964 was de 58e editie van deze eendaagse Italiaanse wielerwedstrijd, en werd verreden op zaterdag 17 oktober 1964. Het parcours leidde van Milaan naar Como en ging over een afstand van 266 kilometer. 
De Italiaan Gianni Motta won door middel van een solo ontsnapping.
De eindzege in de Super Prestige Pernod ging naar de Fransman Raymond Poulidor.

## Uitslag
| Ronde van Lombardije 1964 |                  |                                |          |
| Plaats                    | Naam             | Ploeg                          | Tijd     |
| Winnaar                   | Gianni Motta     | Molteni                        | 6u54'00" |
| 2                         | Carmine Preziosi | Pelforth-Sauvage-Lejeune       | + 2'06"  |
| 3                         | Jos Hoevenaers   | Flandria-Romeo                 | z.t.     |
| 4                         | Adriano Durante  | Legnano                        | z.t.     |
| 5                         | Italo Zilioli    | Carpano                        | + 2'38"  |
| 6                         | Michele Dancelli | Molteni                        | + 5'35"  |
| 7                         | Jan Janssen      | Pelforth-Sauvage-Lejeune       | + 6'28"  |
| 8                         | Gianni Marcarini | Mercier-Hutchinson-BP          | z.t.     |
| 9                         | Jo de Roo        | Saint Raphael-Gitane-Geminiani | z.t.     |
| 10                        | Franco Cribori   | Gazzola                        | z.t.     |

1905 · 1906 · 1907 · 1908 · 1909 · 1910 · 1911 · 1912 · 1913 · 1914 · 1915 · 1916 · 1917 · 1918 · 1919 · 1920 · 1921 · 1922 · 1923 · 1924 · 1925 · 1926 · 1927 · 1928 · 1929 · 1930 · 1931 · 1932 · 1933 · 1934 · 1935 · 1936 · 1937 · 1938 · 1939 · 1940 · 1941 · 1942 · 1943 · 1944 · 1945 · 1946 · 1947 · 1948 · 1949 · 1950 · 1951 · 1952 · 1953 · 1954 · 1955 · 1956 · 1957 · 1958 · 1959 · 1960 · 1961 · 1962 · 1963 · 1964 · 1965 · 1966 · 1967 · 1968 · 1969 · 1970 · 1971 · 1972 · 1973 · 1974 · 1975 · 1976 · 1977 · 1978 · 1979 · 1980 · 1981 · 1982 · 1983 · 1984 · 1985 · 1986 · 1987 · 1988 · 1989 · 1990 · 1991 · 1992 · 1993 · 1994 · 1995 · 1996 · 1997 · 1998 · 1999 · 2000 · 2001 · 2002 · 2003 · 2004 · 2005 · 2006 · 2007 · 2008 · 2009 · 2010 · 2011 · 2012 · 2013 · 2014 · 2015 · 2016 · 2017 · 2018 · 2019 · 2020 · 2021 · 2022 · 2023 · 2024 · 2025